# تورنو مگورل
شهر تورنو مگورل (به رومانیایی: Turnu Măgurele) در شهرستان تلئورمن در کشور رومانی واقع شده‌است. جمعیت این شهر ۳۰٬۱۸۷ نفر  است.